# 黒澤ひかり
黒澤 ひかり（くろさわ ひかり、12月14日 - ）は、東京都出身のグラビアアイドル、女優、歌手。

## 略歴・人物
元はコスプレイヤーだったが、その頃から芸能界に興味を持ち、自ら営業活動などもして芸能界入りを果たす。
コスプレイヤー出身だけあって、Web配信番組でもメイド役を演じたりすることが多く、Vシネマもやはりコスプレで出演しているという。ちなみに現在でもメイドカフェでアルバイトすることもあるという。
今後はさらにダンス、演技、グラビアと仕事の幅を広げたいと語っている。
趣味は創作料理、映画鑑賞。2級船舶免許という意外な特技も持っている。

## 出演

### テレビ
- Gの嵐(日テレ)
- めちゃめちゃイケてる(フジ)
- 怒りオヤジ3(TV東京)
- うたばん(TBS)
- 出没アド街っく天国(TV東京)
- ぶらり途中下車の旅(日テレ)
- 聖美少女学院2(スカパー)
- コスチュームプリンセス(スカパーエンタ371)

#### ドラマ/Vシネマ
- 激闘アイドル予備校
- Sailor Cops
- ボタン・三途の縁側　/ウェブラマ（短編映画）主演

### インターネットラジオ
- 学f・FAN（2007年 ）
- 秋葉原FM・萌えっと放送局
- 有線 ASIAN美少女FILE

## DVD
- F ～エフ～（2006年、イーネット・フロンティア）
- cafe 1 メイドカフェ発表会 (2007)
- コスチュームプリンセス(2008)
- ノスタルジア（2009）

## 音楽

### アルバム
- Sweet Again（2005年）

## 動画ナレーション
- akiba.tv/メイドカフェレポーター
- Xbox/デビルメイクライ4のプレミアムパック解説ムービー

## 雑誌グラビア
- BX　グラビア
- OASIS創刊号表紙
- 写真集マスク☆ムスメ
- たびえーる
- 月刊fee表紙
- 週刊SPA！
- プロアクションリプレイ付録冊子
- 月刊TANhama
- 月刊POSITION
- ビスチェ
- フラッシュEX
- ARASHI
- FUN'S

## イベント
- CDデビューイベント・ヤマギワソフトミニライブ
- 東京ドームシティ・レイヤーズパラダイス
- 目黒SUN祭りイベント
- 中目黒桜まつりイベント
- あぃ☆パラvol.2（あいちゃアイドルパラダイス） feat.STUDIO HIP'S
- Alice萌え弁当イベント出演・レシピ考案
- コスチュームプリンセスライブMC
- 東京ドームシティ・NEWレイヤーズ☆パラダイスinプリズムホール
- コスチュームプリンセス「コスプリねこみみカフェ2」
- 秋葉原アソビットシティ「コスメイトコレクション in アキバ」
- 「コスプリねこみみカフェ2～メイドプレミアム～」
- 「コスプリ☆秋葉の森音楽隊カフェ」
- 「コスプリ学園☆音楽科カフェ～バレンタイン発表会～」